# Laticorophium baconi
Laticorophium baconi är en kräftdjursart som först beskrevs av Robert Alan Shoemaker 1934.  Laticorophium baconi ingår i släktet Laticorophium och familjen Corophiidae. Inga underarter finns listade i Catalogue of Life.